# فيل جنسن
فيل جنسن (بالإنجليزية: Phil Jensen)‏ هو سياسي أمريكي، ولد في 24 يوليو 1952 في ويتشيتا في الولايات المتحدة. حزبياً، نشط في الحزب الجمهوري. وقد انتخب عضو داكوتا الجنوبية البيت النواب.